# 자치단체국제환경협의회

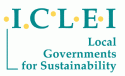

자치단체국제환경협의회, (ICLEI,  Local Governments for Sustainability는 1990년 International Council for Local Environmental Initiatives라는 이름으로 설립되었으며 각국 지방정부 및 기관이 참여하여 지속 가능한 성장 가능성을 논의하고자 하는 통합 협의체이다. 협의회는 200개의 지방 정부가 모여서 처음으로 열렸으며 1990년 9월 뉴욕 유엔 본부에서 열렸다. 오늘날 84개국의 1,200여 개의 지자체가 참여하고 있는 것으로 파악되고 있다. 국제 협력 및 각국 기준의 프로그램/캠페인 추진을 위해 회원이 아닌 지자체와도 협력이 추진되고 있다. 협의회 차원에서는 행정 지원, 훈련, 교류를 통해 지자체가 공동으로 필요한 분야에 대한 지식, 능력 개발 등을 얻을 수 있는 것이 특징이다. 특별히 지역 사회의 발전을 위해서 지역 수준의 효과적이고 경제적인 방안을 창출하자는 것이 주요한 목표이다. 대한민국에는 2012년 서울에 ICLEI 동아시아 본부가 세워졌고 수원에 한국사무소가 개원했으며 현재 64개의 지자체가 가입되어 있다.

## 프로그램
현재 공식 명칭은 'ICLEI-Local Governments for Sustainability'이며 2003년 지방 정부가 직면한 지상과제에 대해 다루고자 존재 목적과 헌장을 바꾸었다. 이에 따라 좀 더 넓은 의미를 포함하는 현재의 명칭으로 바뀌게 됐다.

## 운영방식
각 지자체가 가입하여 활동하는 민주주의적인 협의체를 이루고 있다. 3년 마다 세계총회가 열리며 6년 단위의 전략 계획을 세워 프로젝트 수립 및 방향성이 논의된다. 가장 최근의 총회는 2009년 캐나다 에드먼턴에서, 2012년에는 브라질 벨루오리존치, 2015년에는 대한민국 서울에서 열렸다. 각 회원 지자체와 참여 단체들은 전략 계획과 기구 운영을 감독하는 감독위를 선출했다.

★ 2015 서울 이클레이 세계총회
서울시가 총회를 유치하고 주최도시가 되어 2015년 4월 8일부터 4월 12일까지 제9차 이클레이 세계총회를 주회의장인 동대문디자인플라자(DDP)에서 개최하였다. 역대 총회 중 최대 최고의 회의였다. 76개의 플래너리, 세션, 워크숍이 진행되었으며, 300명 이상의 연사 및 패널이 참여했다. 총 참석자는 3,000여명(직전 2012 벨루오리존치 총회는 1천5백여명)이나 되었으며, 국내인은 2천2백여명, 외국인은 78개국 8백여명에 이르렀다. 참여도시로는 총 334개 도시이며, 이 중 지방정부는 61개국 2백여개 도시였다. 참여기관 수는 1천여개이다. 서울총회에서 박원순 서울특별시장이 신임 이클레이회장으로 취임했다. 서울총회의 괄목할 만한 성과는 세계도시의 지속가능 발전을 향한 이정표가 되는 서울선언문, 서울액션플랜이 채택, 선포되었다. 2020이후 신기후체제를 대비 국가단위의 지지부진한 기후변화협상을 지방정부 및 도시 차원에서 견인하고자 하는 노력이 이번 총회에서 논의되었으며, 기후변화대응과 지속가능한 발전을 위한 도시의 노력과 역할이 2015년 12월 파리에서 개최되는 제21차 당사국총회(COP21)에서 선보일 것이다.

## 생태교통
ICLEI는 법적으로 생태교통 연맹(ecomobility aliance)의 사무국을 관리하고 대변하는 기구이다. 현재 독일 본에 사무국이 위치하고 있으며. 경상남도 창원시가 의장도시를 맡고 있다. 이 연맹의 목적은 비영리기구로서 세계 각국의 시민들이 개인 자가용에 의존하는 비중을 줄여나가고자 하는 움직임을 가리킨다. 즉, 생태교통을 하나의 흐름으로 추진하기 위한 추진체가 생태교통 연맹에 해당된다고 볼 수 있으며 2011년 창원에서 열린 창원생태교통총회 때 지속가능한 교통 및 도시미래 구축을 목적으로 시드니, 프라이브루그, 포틀랜드 등 12개의 선진 녹색교통도시와 ADB(아시아개발은행), GIZ(독일국제협력기구) 등 녹색교통 전문국제기구가 모여 출범했다.